# Dom Historii Francji
Dom Historii Francji (albo Muzeum Historii Francji) – nieistniejące muzeum, którego utworzenie postulował Nicolas Sarkozy, prezydent Francji (obok muzeum cywilizacji śródziemnomorskich w Marsylii). Planowano, że rozpocznie swoją działalność wystawą czasową na jesieni 2011, natomiast oficjalne otwarcie nastąpi w 2015. Z powodu protestów nigdy nie powstało, a postulat rezygnacji z jego powstania był częścią kampanii prezydenckiej François Hollande'a.

## Koncepcja
Koncepcja utworzenia nowego muzeum został przedstawiona przez N. Sarkozy’ego w liście z 1 sierpnia 2007 do Christine Albanel, ówczesnej minister kultury. Wpisywała się ona w tradycję realizowania projektów muzealnych pod auspicjami prezydentów Francji (G. Pompidou – Centre Georges Pompidou; V. Giscard – Musée d’Orsay; F. Mitterrand – le Grand Louvre; J. Chirac – Musée du Quai Branly). Koncepcja została rozwinięta w trzech raportach. Pierwszy z nich przygotował Hervé Lemoine w kwietniu 2008, kolejny Jean-Pierre Rioux, a trzeci Jean-François Hébert. 13 stycznia 2009 w wystąpieniu w Nîmes Sarkozy stwierdził, że niezbędne jest jedno miejsce poświęcone historii Francji, która jest „spójną całością” (l’histoire de France, c’est un tout, c’est une cohérence), co wywołało protesty historyków francuskich obawiających się jednej, narzucanej oficjalnie wizji historii. Przeciwny projektowi jest m.in. Jacques Le Goff, który w celu popularyzacji wiedzy o historii w społeczeństwie postuluje raczej stworzenie bogatego programu wydarzeń i aktywności wokół licznych francuskich zabytków historycznych koordynowanego przez Instytut dziedzictwa narodowego.
Pracownicy Archiwów nie tylko nie akceptowali pomysłu powstania nowego muzeum, ale związki zawodowe ogłosiły strajk generalny i przez 18 miesięcy okupowali budynek. 
Podczas kampanii prezydenckiej w 2012 roku François Hollande obiecał anulować plan budowy tego muzeum, jeśli zostanie wybrany, a minister kultury Aurélie Filippetti uznał projekt za zbyt kosztowny. Dekretem nr 2012-1447 z dnia 24 grudnia 2012 roku z dniem 31 grudnia 2012 roku Dom Historii Francji przestał istnieć, a aktywa, prawa i obowiązki tej placówki stały się wlasnością państwa

## Siedziba
12 września 2010, podczas wizyty z okazji 70. rocznicy odkrycia groty w Lascaux, Sarkozy oznajmił, iż na siedzibę muzeum wybrano kompleks budynków Hôtel de Soubise (60, rue des Francs-Bourgeois) oraz Hôtel de Rohan (87 rue Vieille-du-Temple) w dzielnicy Le Marais w Paryżu, obecnie wykorzystywany przez Archiwa Narodowe. Wcześniej rozważano także inne lokalizacje: zamek Vincennes, zamek w Fontainebleau, Hôtel des Invalides, Hôtel de la Marine lub wyspę na Sekwanie (île Seguin) w podparyskim Boulogne-Billancourt.